# Scaphidiomyces baeocerae
Scaphidiomyces baeocerae är en svampart som beskrevs av Thaxt. 1912. Scaphidiomyces baeocerae ingår i släktet Scaphidiomyces och familjen Laboulbeniaceae.   Inga underarter finns listade i Catalogue of Life.